# Вески (Калининский район)
Вёски — деревня в Калининском районе Тверской области. Входит в состав Бурашевского сельского поселения.

## География
Деревня находится в юго-восточной части Тверской области на расстоянии приблизительно 20 км на юго-восток от города Тверь.

## История
Деревня была отмечена на карте ещё 1825 года. В 1859 году в населённом пункте (деревня Тверского уезда Тверской губернии) было учтено 20 дворов. 

## Население
Численность населения: 139 человек (1859 год), 83 (русские 90 %) в 2002 году, 73 в 2010.